# Magnac-Laval
Magnac-Laval är en kommun i departementet Haute-Vienne i regionen Nouvelle-Aquitaine i västra Frankrike. Kommunen ligger i kantonen Magnac-Laval som tillhör arrondissementet Bellac. År 2022 hade Magnac-Laval 1 693 invånare.

## Befolkningsutveckling
Antalet invånare i kommunen Magnac-Laval
| Referens: INSEE |